# 亞的斯亞貝巴輕軌
阿迪斯阿貝巴輕軌是埃塞俄比亞首都阿迪斯阿貝巴的輕軌系統。

## 第一期工程

### 线路

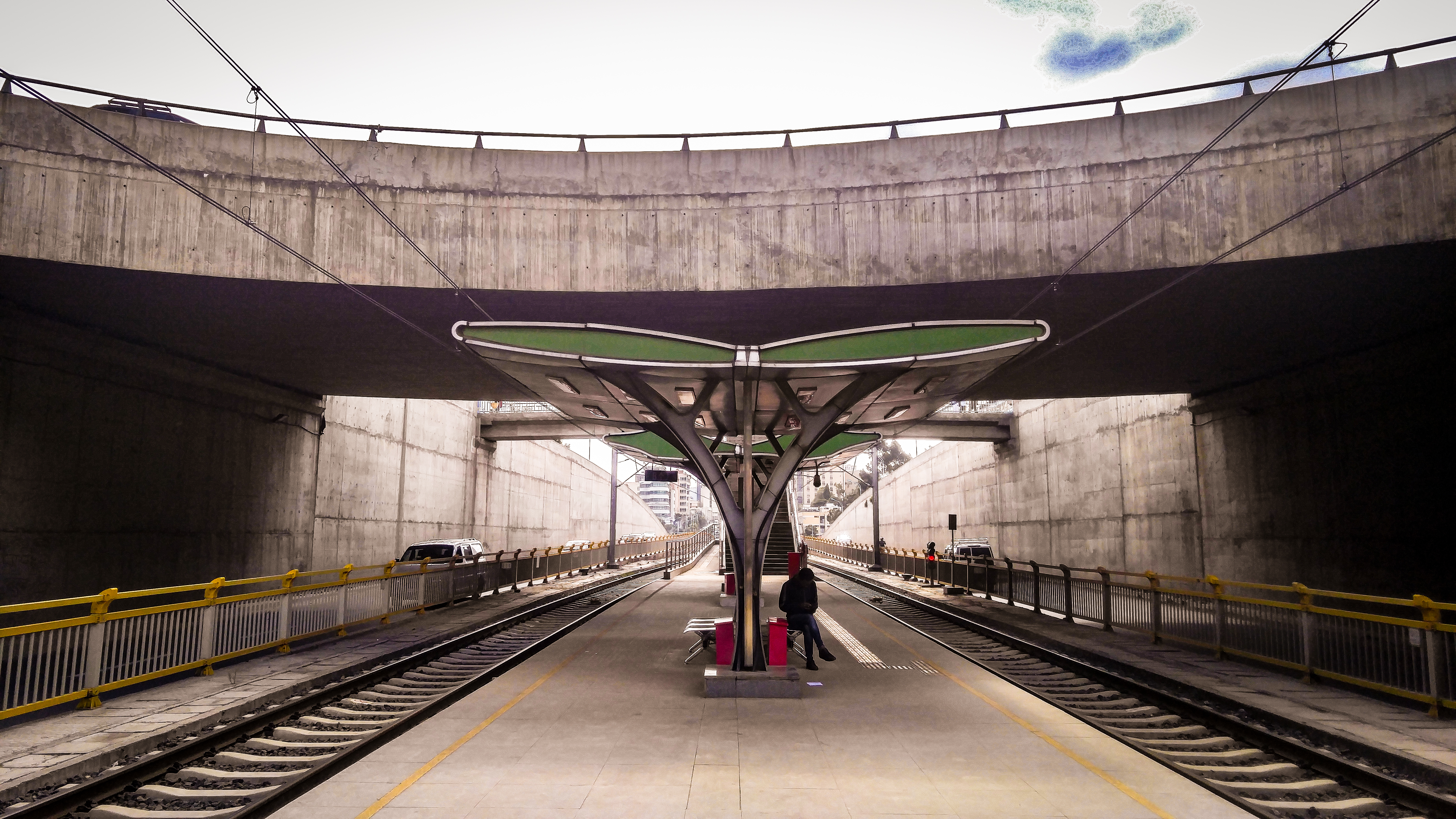
St. Urael

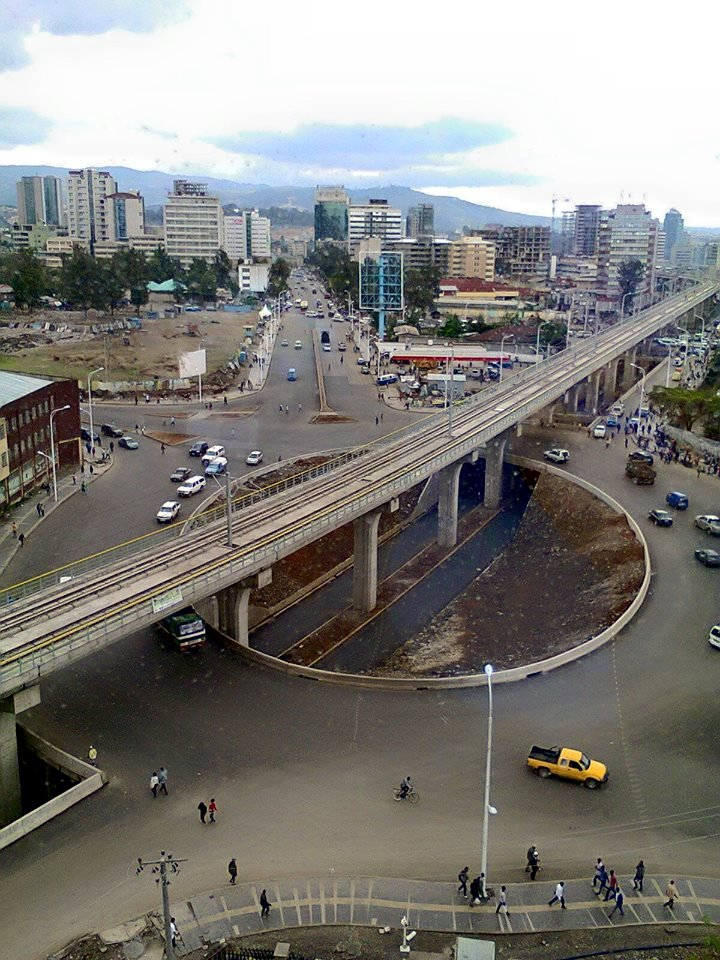
架空路段

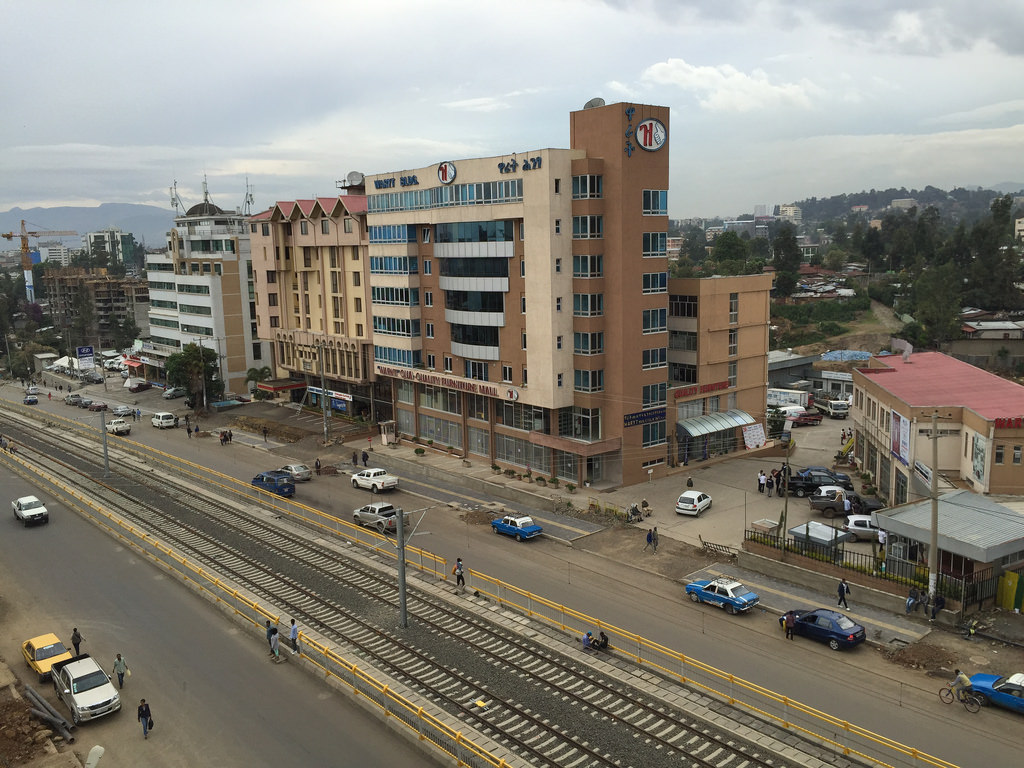
轻轨与街道平行

线路全長34.25公里，其中2.662公里兩線共用。东西线路全长17.35公里，南北线路全长16.90km。系統軌距為1,453毫米準軌。采用中国铁路技术标准，复线，右侧行车，有碴道床，线路纵向最大坡度为50‰，高架站设计为平坡，相邻坡段代数差大于或等于2‰时设置圆曲线型竖曲线过渡，竖曲线半径为1000m。DC750V架空接触网授电，50kg/m钢轨。现代半封闭式轻轨交通系统，以地面线为主，局部采用地下隧道（长1.75km）和高架桥梁（长5.66km），平交道口为信号灯控，轻轨优先通过。中国卡斯柯信号有限公司（中國通號-阿爾斯通）承建该轻轨的点连式ATP信号系统，源于在中国的iCMCT城市轨道交通信号系统解决方案，由列车自动防护子系统（ATP）、计算机联锁子系统（iLOCK）、列车自动监督子系统（iTS-500）、数据传输系统（DCS）、维护诊断子系统（MSS）五大子系统构成。同时引入“铁路公交化”设计运营理念，兼顾城市景观效果，工程造价较低，以安全可靠、性能先进、经济实用、乘坐舒适为原则。一期工程范围正线实际总长31.025公里，全线共设39个站与1个控制中心，车辆最高运行速度为80公里/时，最高行车时速70公里。设计运量单向1.5万人/小时。

### 车辆
全部41台低地板三模块编组轻轨车辆，可实现两组重联运营，最高时速70公里，全部由中国北车长客股份公司制造。为适应高原2400米海拔运营环境，车辆采用夹层玻璃，可以隔离90%的紫外线，其他涂漆、结构胶、橡胶、电缆等元件也都全部满足防紫外线最高等级5级的要求，以防止高紫外线环境下部件老化等问题，电气设备防水等级达到IP65，在车顶增设排水管，车顶裙板也具有排水功能，考虑到当地气温常年在6℃——28℃之间，车辆部分侧窗设计为活窗结构，在气温适中时可不采用空调供风，打开活窗直接通风，节能、环保，降低运营维护成本。

### 历史
第一期工程設南北線和東西線共兩條路線，埃塞俄比亚铁路公司于2008年年初进行项目设计方案的国际招标工作。中铁二院和中铁二局组成了联合体最终中标，2009年9月与埃塞俄比亚铁路公司正式签订亚的斯亚贝巴轻轨（一期）工程总承包项目合同。
項目由中铁二院设计，中鐵公司二局五公司承建，瑞典公司监理，合同价值总额为4.75亿美元，其中85%由中国进出口银行提供贷款。2012年1月31日开工建设，合同工期至2015年1月31日。2014年4月13日开始架设接触网立柱。
长客公司于2014年3月获得该项目订单，2014年8月首列轻轨下线，2015年月首批4列运抵埃塞，长客现场技术人员只用了11天时间就完成了4列轻轨的现场调试工作。长客的该型轻轨车辆已经在长春、沈阳服役运行。
2014年12月2日，由深圳市地铁集团有限公司和中国中铁股份有限公司组成的联合体，与埃塞俄比亚铁路公司正式签署了埃塞俄比亚首都亚的斯亚贝巴轻轨运营维护管理服务合同，期限41个月，计划2015年一季度开始运营服务，合同金额逾1亿美元，联合体派遣出专业技术人员为亚的斯亚贝巴轻轨提供运营服务，培养埃塞方管理和技术人员，帮助其建立一套专业、完整的轻轨交通运营管理科学体系，经过3年正式运营后，埃塞方员工将全面接管该项目的运营维护管理工作。
2015年2月1日在卡利提（Kality）车辆段正式通車试运营。中国驻埃塞俄比亚大使解晓岩陪同埃塞总理海尔马里亚姆及多名内阁部长出席仪式并共同为仪式剪彩。2015年9月19日全线正式运营。
2018年9月18日，深鐵在亞的斯亞貝巴輕軌的專營權正式終止，整個輕軌系統正式由埃塞俄比亚铁路公司接管。

## 外部連結
- 轻轨一期线路示意图 （页面存档备份，存于）